# Tom Ockers
Thomas „Tom“ Ockers (* 18. November 1962 in Düsseldorf) ist ein deutscher Journalist, Filmemacher und Marathonläufer.

## Leben
Seine journalistische Karriere begann Ockers als 17-Jähriger bei der Rheinischen Post, studierte Philosophie, Germanistik und Publizistik und arbeitete u. a. als Messebauer und Deutschlehrer für Ausländer, bevor er 1989 beim NDR als Fernsehredakteur und Producer zu arbeiten begann. Seit 1998 ist Ockers freiberuflich tätig. 1999 erhielt er den Hamburger Satirepreis. 2001 lief er in Sibirien den Eismarathon und dokumentierte seine Erlebnisse 2002 im Buch Eis-Lauf.

## Persönliches
Tom Ockers ist Vater eines Sohnes (* 1997; aus der Ehe mit der Nachrichtensprecherin und NDR-Moderatorin Eva Herman 1995–2002). Nachdem ihn Herman verlassen hatte, ist Ockers in zweiter Ehe mit der Autorin und Journalistin Maiken Nielsen verheiratet und lebt in Hamburg.

## Filmografie
- 2008: Meine DDR
- 2011: Mein vereintes Deutschland – Wilde Jahre nach der Wende, gesendet am 3. Oktober 2011 im Ersten Deutschen Fernsehen der ARD[1]
- 2014: Deutschland, deine Künstler, Episode 32, Axel Milberg, gesendet am 9. November 2014 im Ersten Deutschen Fernsehen der ARD
- 2017: Die Luther Matrix, ARD
- 2018: Plan B: Jogging im Matheunterricht, ZDF
- 2018: Das Milliardengeschäft: Deutschland, China und der Fußball, ARD
- 2019: Akte D: Banken außer Kontrolle, ARD
- 2019: BlackRock. Die unheimliche Macht eines Finanzkonzerns. (90 Minuten; Arte am 17. September 2019; Arte Mediathek bis 15. Dezember 2019) (Lief unter dem Titel Schattenmacht Blackrock auch in ZDFinfo.)